# 알레산드라 아모로소
알레산드라 아모로소(Alessandra Amoroso, 1986년 8월 12일 ~ )는 이탈리아의 가수이다. 2009년 이탈리아의 오디션 프로그램인 아미치 디 마리아 데 필리피(Amici di Maria De Filippi)에서 우승을 차지했다.